# Étude des génocides
L'étude des génocides est une discipline universitaire de recherche sur les génocides. La structuration de ce domaine d'étude commence au milieu des années 1940 avec les travaux de Raphael Lemkin, qui forge et développe le concept de « génocide » en étudiant ce qui est alors nommé la guerre d'extermination des Arméniens. À l'origine, le principal sujet d'étude est la Shoah mais le champ d'études s'élargit rapidement dans les années 1990 à la suite du génocide des Tutsi au Rwanda.
Ce thème complexe tisse des relations compliquées avec la science politique classique. Il fait l'objet d'un regain d'intérêt et de recherche dans les dernières décennies du XXe siècle et la première décennie du XXIe siècle.

## Histoire

### Années 1940
Les premiers pas de la recherche sur les génocides ont lieu dans les années 1940 quand Raphael Lemkin entame son étude des génocides,. Lemkin, qui est connu comme le « père de la convention contre le génocide », forge et développe le concept de « génocide » au cours de la Seconde Guerre mondiale,. En 1944, dans son livre Axis Rule in Occupied Europe, il présente l'idée de génocide qu'il définit comme « la destruction d'une nation ou d'un groupe ethnique » ; à la parution de l'ouvrage, la polémique éclate sur la définition du concept. Lemkin, qui forge le terme « génocide » en 1944, s'intéresse aux crimes de guerre après avoir lu des documents sur le procès, en 1941, de Soghomon Tehlirian, l'assassin de Talaat Pacha. Lemkin reconnaît que le sort subi par les Arméniens constitue l'un des plus importants génocides du XXe siècle. De nombreux experts ont estimé que les génocides sont naturellement corrélés aux massacres massifs, la Shoah constituant le premier cas d'étude de génocide ; en revanche, d'autres spécialistes ont estimé que les génocides correspondent à une définition plus large et ne sont pas corrélés strictement à la Shoah. Dans son ouvrage, Lemkin déclare que « les génocides physiques et biologiques sont toujours précédés d'un génocide culturel, d'une attaque contre les symboles du groupe visé ou d'une ingérence dans ses activités culturelles ». Lemkin estime que le génocide signifie l'annihilation de la culture d'un groupe, même si les membres ne sont pas tous exterminés.

### Années 1990
Certains experts poursuivent l'étude des génocides initiée par Lemkin en tant que domaine connexe des études sur la Shoah puis, dans les années 1990, l'étude des génocides connaît un essor remarquable avec l'apparition des revues Genocide Studies and Prevention et Journal of Genocide Research. La principale raison de cette attention réside dans le génocide des Tutsi au Rwanda en 1994, par lequel les experts constatent la prévalence des génocides. Malgré l'essor observé au cours des dernières décennies, l'étude des génocides reste un domaine marginal, qui se développe en parallèle des travaux sur la violence politique (au lieu de nourrir un dialogue) ; la recherche classique en sciences politiques ne se nourrit que rarement des plus récentes analyses comparatives sur l'étude des génocides. Les causes de cette séparation sont complexes et tiennent en partie aux origines littéraires de l'étude sur les génocides ainsi qu'à des approches méthodologiques qui n'ont pas convaincu les chercheurs en science politique. En outre, l'étude des génocides se rattache explicitement au militantisme en faveur des droits humains et procède par pragmatisme.

### Années 2000
Le domaine des études comparatives des génocides ne bénéficie pas d'un consensus sur des principes fondamentaux, comme la définition du génocide (en), la typologie des génocides, des méthodes d'analyse comparative ou un cadre temporel. Certains auteurs considèrent que l'étude comparative des génocides est un échec car elle n'a pas permis de prévenir la perpétration de génocides.

## Études sur le genre
En 2010, l'étude des génocides en relation avec le genre fait l'objet d'études et devient un domaine spécialisé dans l'étude des génocides. Cette spécialité attire l'attention des chercheurs car, lors des génocides en Bosnie-Herzégovine et au Rwanda, les tribunaux qui jugent les crimes de guerre ont reconnu que des viols et agressions sexuelles ont été commis sur des femmes et des hommes. Les experts féministes s'intéressent aux différences entre hommes et femmes lors des génocides en examinant le témoignage des femmes rescapées de la Shoah.

### Documentation
- (en) Donald Bloxham et A. Dirk Moses, The Oxford Handbook of Genocide Studies, New York, Oxford University Press, 2010, 1–15 p. (ISBN 978-0-19-923211-6, DOI 10.1093/oxfordhb/9780199232116.013.0001 ), « Editors' Introduction: Changing Themes in the Study of Genocide »
- (en) A. Dirk Moses, The Oxford Handbook of Genocide Studies, New York, Oxford University Press, 2010, 19ff (ISBN 978-0-19-923211-6, DOI 10.1093/oxfordhb/9780199232116.013.0002), « Raphael Lemkin, Culture, and the Concept of Genocide »
- (en) Elisa Von Joeden-Forgey, The Oxford Handbook of Genocide Studies, New York, Oxford University Press, 2010, 61ff (ISBN 978-0-19-923211-6, DOI 10.1093/oxfordhb/9780199232116.013.0004), « Gender and Genocide »
- (en) Ernesto Verdeja, « The Political Science of Genocide: Outlines of an Emerging Research Agenda », American Political Science Association, Washington, D.C., vol. 10, no 2,‎ juin 2012, p. 307–321 (DOI 10.1017/S1537592712000680, JSTOR 41479553)
- (en) Anton Weiss-Wendt, The Historiography of Genocide, Londres, Palgrave Macmillan, 2008 (ISBN 978-0-230-29778-4, DOI 10.1057/9780230297784), « Problems in Comparative Genocide Scholarship »